# تاریخچه باشگاه فوتبال آ.ث. میلان
این مقاله تاریخچهٔ اَسوچیاتزیونه کالچیو میلان (به ایتالیایی: Associazione Calcio Milan) است که معمولاً به‌عنوان آ.ث. میلان یا به‌سادگی میلان (تلفظ ایتالیایی: [ˈmi:lan]) شناخته می‌شود؛ میلان یک باشگاه فوتبال حرفه‌ای ایتالیایی مستقر در میلان، لمباردی است.

## پایه و سال‌های اولیه

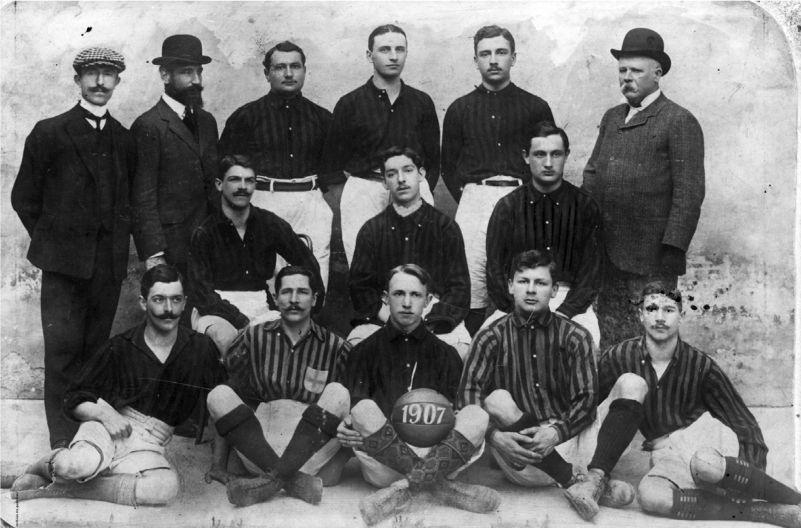
تیم آ.ث. میلان ۱۹۰۷

آ.ث. میلان به‌عنوان باشگاه فوتبال و کریکت میلان در سال ۱۸۹۹ توسط هربرت کیلپین یک تبعه‌ی انگلیسی، تأسیس شد. این باشگاه ۱۶ دسامبر همان سال را به‌عنوان تاریخ تأسیس خود اعلام می‌کند؛ اما شواهد تاریخی نشان می‌دهد که این باشگاه در واقع چند روز پیش، به احتمال زیاد در ۱۳ دسامبر تأسیس شده است. با این حال، با از بین رفتن اساسنامه باشگاه، تاریخ دقیق هنوز برای بحث باز است. آلفرد ادواردز، معاون سابق کنسول بریتانیا در میلان و شخصیت شناخته‌شدهٔ جامعه عالی میلان، اولین رئیس منتخب باشگاه بود. در ابتدا، تیم شامل یک بخش کریکت به مدیریت ادوارد برا و یک بخش فوتبال به مدیریت کیلپین بود.
رنگ‌های رسمی انتخاب شده قرمز و مشکی بودند. بلافاصله تیم زیر نظر کیلپین به شهرت رسید. اولین جامی که برنده شد، مدالیا دل ری (مدال پادشاه) در ژانویهٔ ۱۹۰۰ بود و تیم بعداً سه لیگ ملی را در سال‌های ۱۹۰۱، ۱۹۰۶ و ۱۹۰۷ به‌دست‌آورد. پیروزی ۱۹۰۱ بسیار مهم بود زیرا به بردهای متوالی جنوا پایان داد که تنها تیمی بود که پیش از ۱۹۰۱ پیروز شده بود.
این باشگاه در دههٔ اول فعالیت خود موفق شد و چندین جام مهم کسب کرد، از جمله دو نسخه دیگر از Medaglia del Re ، پالا داپلز ۲۳ بار و مسابقات FGNI پنج بار. این مسابقات توسط فدراسیون ژیمناستیک ایتالیا برگزار می‌شود اما به‌طور رسمی توسط فدراسیون فوتبال ایتالیا به رسمیت شناخته نشده است.
در سال ۱۹۰۸، مسائل مربوط به عقد قرارداد با بازیکنان خارجی منجر به انشعاب و تشکیل باشگاه اینترناسیونال میلان شد که باعث شد یکی از بنیانگذاران سابق میلان، جووانی پارامیتیوتی، به‌جای آن، رئیس اینترناسیونال میلان شود.
در سال ۱۹۰۹، میلان اولین تغییر مالکیت خود را تجربه کرد، زمانی که پیرو پیرلی رئیس جدید باشگاه شد. او به‌مدت ۱۹ سال در سمت خود باقی ماند تا اینکه در سال ۱۹۲۸ استعفا داد؛ برای یک رکورد زمانی که تنها ۸۰ سال بعد توسط سیلویو برلوسکونی شکست خورد.

## ۱۹۴۹–۱۹۱۰
در سال ۱۹۱۶، میلان قهرمان جام فدرال شد، یک جام ملی که جایگزین لیگ ایتالیا شده بود و به‌دلیل جنگ جهانی اول به حالت تعلیق درآمد. این جام هرگز به‌عنوان یک عنوان ایتالیایی شناخته نشد. در دو فصل بعد، میلان مهم‌ترین تورنمنت‌های موجود در طول جنگ را در سطح منطقه‌ای برد (قهرمانی ملی هنوز به حالت تعلیق درآمد): کوپا لومباردا در سال ۱۹۱۷ و کوپا مائورو در سال ۱۹۱۸، در این مورد پس از شکست دادن اینتر در دیدار سرنوشت‌ساز با نتیجه تاریخی ۸–۱.
در سال ۱۹۱۹، این تیم نام خود را به باشگاه فوتبال میلان تغییر داد. پس از اولین پیروزی‌های خود، میلان نتوانست به موفقیت‌های پیشین خود در سطح بالا ادامه دهد و تنها تعدادی جایگاه در نیم جدول به دست آورد، حتی اگر همیشه در لیگ برتر ایتالیا بازی کند.
دو نفر از مهم‌ترین بازیکنان این دهه، لوئیس ون هگه، مهاجم بلژیکی، که ۹۷ گل در ۸۸ بازی رسمی به ثمر رساند، و مدافع رنزو دی وکی، ملقب به il figlio di Dio (پسر خدا) بودند.
در بین دو جنگ جهانی، علیرغم اینکه همیشه در دسته اول باقی مانده بود، میلان هرگز از مقام سوم فراتر نرفت که در سال‌های ۳۸–۱۹۳۷ و ۴۱–۱۹۴۰ به دست آورد. در سال ۱۹۲۴ ویتوریو پوتزو که در سال‌های ۱۹۳۴ و ۱۹۳۸ به عنوان مربی تیم ملی ایتالیا قهرمان جام جهانی شد، به عنوان مدیر باشگاه استخدام شد. با این حال، نتایج مثبت نبود و پس از دو فصل او اخراج شد.
در سال ۱۹۲۶، رئیس پیرو پیرلی، ورزشگاه جدیدی را به انحصاری برای میلان ساخته بود تا در آن بازی کند. سن سیرو از آن لحظه به بعد تنها خانه میلان شد. این ورزشگاه با دربی مقابل اینتر افتتاح شد و با نتیجه ۶ بر ۳ برنده شد. از جمله گلزنان روسونری در آن روز، جوزپه سانتاگوستینو، یکی از مرتبط‌ترین بازیکنان باشگاه در دهه ۱۹۲۰ بود: او در ۲۳۳ بازی ۱۰۳ گل به ثمر رساند.
دهه ۱۹۳۰ اولین حضور میلان در مسابقات بین‌المللی با شرکت در جام میتروپا ۱۹۳۸ بود. بین سال‌های ۱۹۳۵ و ۱۹۳۹، میلان به چهار نیمه‌نهایی متوالی کوپا ایتالیا رسید، با همین تعداد حذف.
مهم‌ترین بازیکن دهه آلدو بوفی بود که سه بار بهترین گلزن سری آ (در فصل‌های ۳۹–۱۹۳۸، ۴۰–۱۹۳۹ و ۴۲–۱۹۴۱) بود و در مجموع ۱۳۶ گل برای میلان به ثمر رساند. پنجمین گلزن برتر تاریخ باشگاه.
در سال ۱۹۳۹، رژیم فاشیستی یک نام ایتالیایی جدید، آسوسیازونه کالچیو میلان برای تیم تحمیل کرد. با این حال، این نام تا حدی پس از جنگ جهانی دوم کنار گذاشته شد، اما قسمت اولیه آن حفظ شد: تیم آسوسیازونه کالچیو میلان نامیده شد، که نام رسمی فعلی باشگاه باقی مانده است.

## دهه ۱۹۵۰

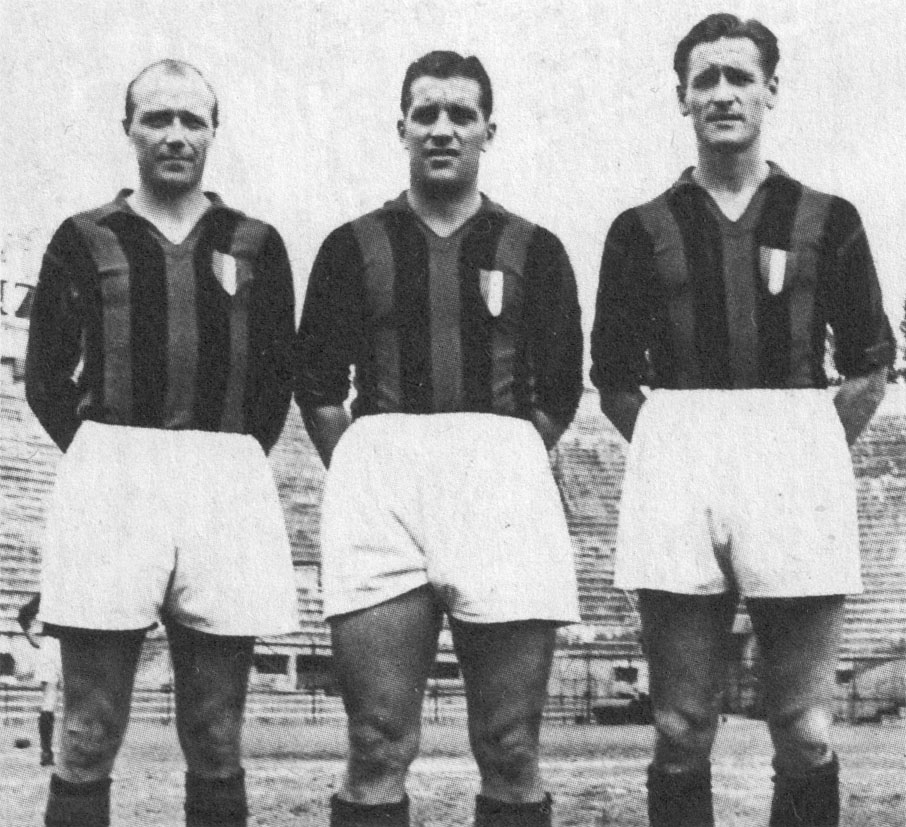
سه‌گانهٔ گره-نو-لی: گونار گرن، گونار نوردال و نیلز لیدهولم

در دورهٔ پس از جنگ، میلان همیشه در میان سه تیم برتر ایتالیایی در جدول رده‌بندی سری آ قرار داشت (به استثنای مقام چهارم در سال‌های ۴۷–۱۹۴۶)، و در سال ۱۹۵۱، اولین بار از سال ۱۹۰۷، اسکودتو را به دست آورد. ایل گرانده میلان شامل «گره-نو-لی» معروف بود، سه بازیکن سوئدی متشکل از گونار گرن، گونار نوردال و نیلز لیدهولم، همه برندگان پیشین المپیک. آن تیم همچنین بازیکنان باکیفیتی مانند لورنزو بوفون، چزاره مالدینی و کارلو آنووازی را به میدان فرستاد. در داخل کشور، میلان در سال‌های ۱۹۵۵، ۱۹۵۷ و ۱۹۵۹ قهرمان سری آ شد. بین فصل‌های ۴۸–۱۹۴۷ و ۵۷–۱۹۵۶، میلان همیشه در بین سه باشگاه برتر جدول لیگ قرار می‌گرفت. یکی از برجسته‌ترین پیروزی‌های این دوره، پیروزی ۷–۱ مقابل یوونتوس در تورین در ۵ فوریه ۱۹۵۰ بود که گونار نوردال هت‌تریک کرد.
بلا گاتمن در سال ۱۹۵۳ به عنوان سرمربی آ.ث. میلان منصوب شد. گاتمن در دومین فصل هدایتش، زمانی که یک رشته اختلاف با هیئت مدیره منجر به اخراج او شد، آنها را در صدر بازی‌های سری آ ۱۹ قرار داد. او بعداً در یک کنفرانس مطبوعاتی حیرت‌زده گفت: «من از کار اخراج شده‌ام، هرچند که نه جنایتکار هستم و نه همجنس‌گرا. خداحافظ.» از آن زمان به بعد او بر روی بندی در قراردادش اصرار داشت که اگر تیمش در صدر جدول باشد نمی‌تواند اخراج شود.
این دهه همچنین شاهد اولین موفقیت‌های اروپایی میلان با پیروزی در جام لاتین ۱۹۵۱ و ۱۹۵۶ بود. میلان همچنین اولین باشگاه ایتالیایی بود که در جام اروپای تازه متولد شده در فصل ۵۶–۱۹۵۵ شرکت کرد و دو سال بعد با شکست رئال مادرید به فینال رسید.

## دهه ۱۹۶۰
میلان برای قهرمانی در لیگ فوتبال در سال‌های ۶۲–۱۹۶۲ تحت مدیریت نرئو روکو، یک مربی نوآور فوتبال که به‌عنوان مخترع تاکتیک کانتاچیو شناخته می‌شود، بازگشت. این تیم شامل جیانی ریورای جوان و خوزه آلتافینی بود. فصل بعد، تا حد زیادی به‌دلیل گلزنی پربار آلتافینی، میلان اولین جام اروپایی خود را (که بعداً به‌عنوان لیگ قهرمانان اروپا شناخته شد) با شکست ۲–۱ بنفیکای پرتغال به دست آورد. این اولین باری است که یک تیم ایتالیایی قهرمان جام باشگاه‌های اروپا می‌شود.

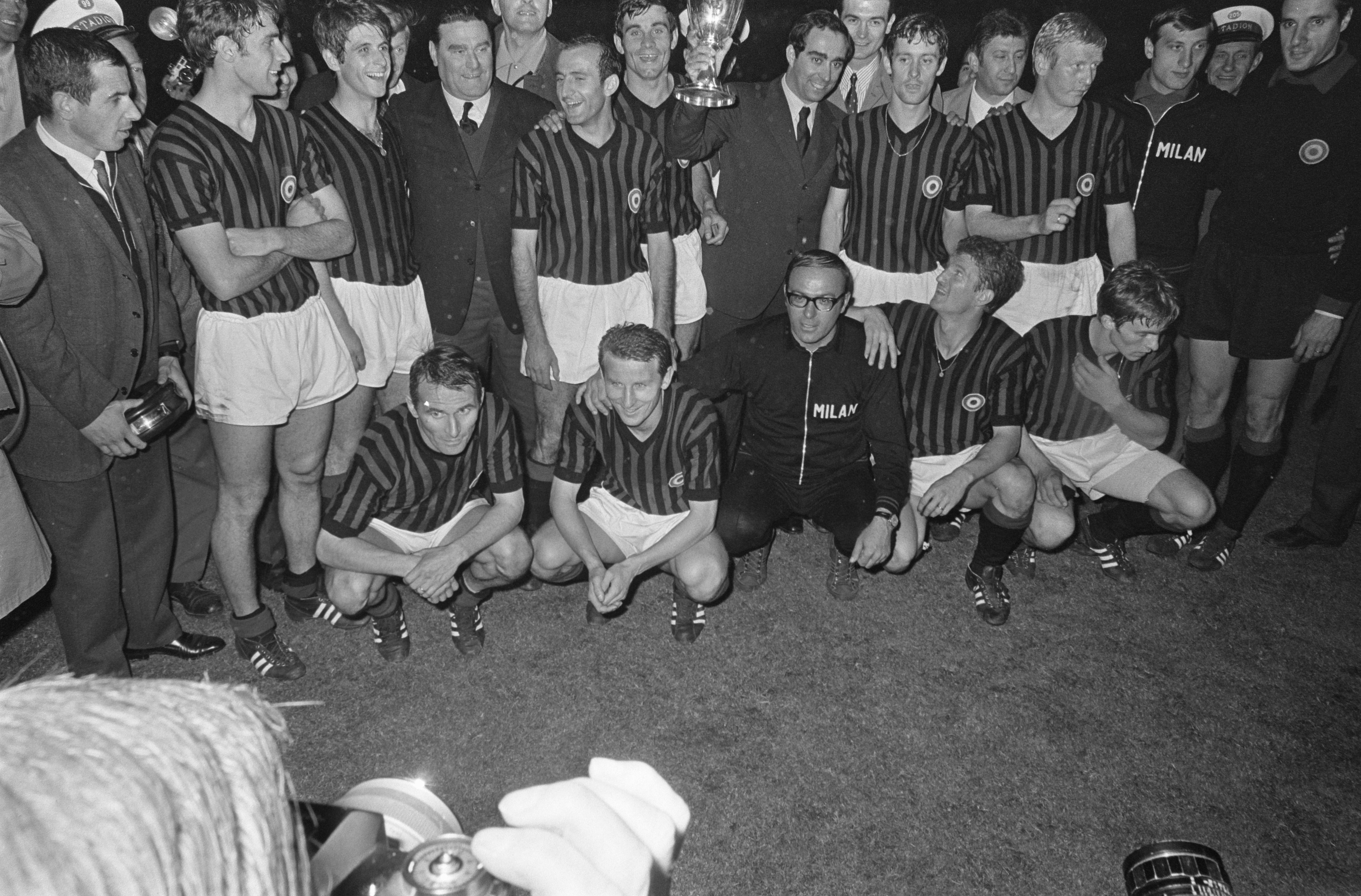
بازیکنان آث میلان پس از پیروزی در فینال جام برندگان جام اروپا مقابل تیم آلمانی هامبورگر در سال ۱۹۶۸

علی‌رغم موفقیت‌های سال‌های ابتدایی دهه، میلان جام‌های کمتری را در طول دهه ۱۹۶۰ به‌دست‌آورد، عمدتاً به‌دلیل رقابت سنگین هلنیو هررا، رقبای شهری میلان. اسکودتوی بعدی آن تنها در سال ۶۸–۱۹۶۷ از طریق خط حمله پیرینو پراتی، بهترین گلزن سری آ در آن فصل، و همچنین جام برندگان جام اروپا، در برابر هامبورگر اس وی به لطف دو گل کرت هامرین به‌دست آمد. در فصل بعد، میلان دومین جام اروپایی خود را با نتیجهٔ ۴–۱ مقابل آژاکس به‌دست‌آورد و در سال ۱۹۶۹ اولین جام بین قاره‌ای خود را پس از شکست دادن استودیانتس لاپلاتای آرژانتین در دو بازی دراماتیک (۳–۰، ۱–۲) به‌دست‌آورد.

## دهه ۱۹۷۰
در دهه ۱۹۷۰، میلان سه کوپا ایتالیا و دومین جام برندگان جام را در طول فصل ۷۳–۱۹۷۲ پس از شکست لیدز یونایتد با نتیجهٔ ۱–۰ برد. در سال ۱۹۷۲، آنها به نیمه نهایی جام یوفا رسیدند، اما به قهرمان نهایی جام یوفا، تاتنهام هاتسپر سقوط کردند. اما هدف اصلی روسونری دهمین اسکودتو بود که اولین ستاره را به تیم اهدا می‌کرد. برای سه سال متوالی، در سال‌های ۱۹۷۱، ۱۹۷۲ و ۱۹۷۳، میلان پس از چند دوئل به یاد ماندنی با اینتر و یوونتوس، در رده دوم لیگ قرار گرفت. یک فصل قوی ۷۳–۱۹۷۲ بهترین فرصت را برای آنها فراهم کرد، اما در نهایت پس از شکست دراماتیک مقابل هلاس ورونا در آخرین روز فصل، شکست را ثابت کرد.
میلان باید تا سال ۱۹۷۹ صبر کند تا دهمین اسکودتو خود را به دست آورد، که در درجه اول توسط جیانی ریورا هدایت می‌شد، که پس از این پیروزی نهایی از فوتبال کناره‌گیری کرد. امسال نیز اولین حضور فرانکو بارزی در اولین فصل کامل او با این باشگاه بود.
پس از این موفقیت، تیم وارد دوره افول شد. این باشگاه در سال ۱۹۸۰ درگیر رسوایی توتونرو شد و به عنوان مجازات برای اولین بار در تاریخ خود به سری بی سقوط کرد. این رسوایی حول محور یک سندیکای شرط‌بندی بود که به بازیکنان و مسئولان پول پرداخت می‌کرد تا نتیجه مسابقات را ثابت کنند.

## دهه ۱۹۸۰

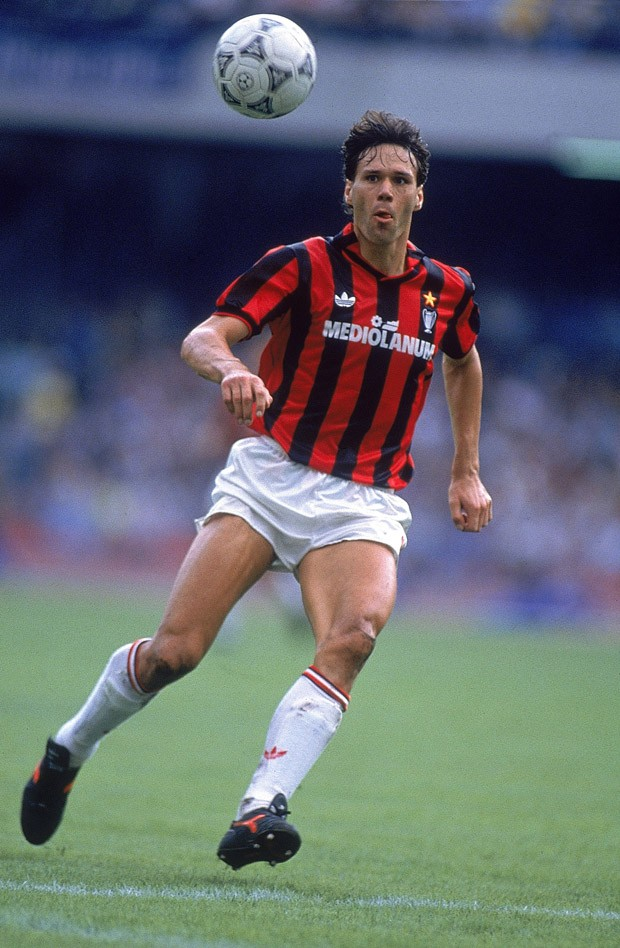
مارکو فن باستن بخشی از سه تیم هلندی بود که شکوه را به میلان بازگرداند.

در ۸۱–۱۹۸۰، میلان به‌راحتی قهرمان سری بی شد و بازگشت سریع به سری آ را تضمین کرد، جایی که بدترین فصل خود را تجربه کرد، در ۸۲–۱۹۸۱، یک بار دیگر سقوط کرد. در سال ۱۹۸۳، میلان برای دومین بار در سه فصل قهرمان سری بی شد تا به سری آ بازگردد، جایی که در فصل ۸۴–۱۹۸۳ به مقام ششم دست یافت.
پس از چندین مشکل مالی مختلف که باعث بدبختی و عدم موفقیت در زمین شده بود، میلان در ۲۰ فوریهٔ ۱۹۸۶ توسط سیلویو برلوسکونی، یک کارآفرین میلانی خریداری شد که آن را از ورشکستگی نجات داد. برلوسکونی یک مربی در حال رشد به نام آریگو ساکی و سه بازیکن هلندی مارکو فان باستن، فرانک رایکارد و رود گولیت را به‌همراه بازیکنان ملی ایتالیایی روبرتو دونادونی، کارلو آنچلوتی، جیووانی گالی و پائولو مالدینی در تلاش برای بازگرداندن تیم به شکوه آورد.

ساکی و میلان پس از بهبودی چشمگیر در مقابل ناپولی به رهبری دیگو مارادونا، اسکودتو ۸۸–۱۹۸۷ را به دست آوردند. فصل بعد، در ۸۹–۱۹۸۸، میلان سومین جام اروپایی خود را پس از شکست ۴–۰ استوا بوکورستی در فینال، و دومین جام بین قاره‌ای خود را در برابر نشنال مدلین (۱–۰، گل در آخرین دقیقه وقت‌های اضافه) به‌دست‌آورد.

## دهه ۱۹۹۰

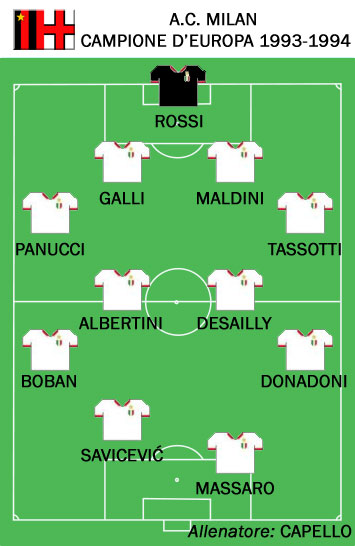
ترکیب اصلی میلان در برابر بارسلونا در فینال لیگ قهرمانان ۱۹۹۴

این تیم قهرمانی خود در جام اروپا را در فصل بعد پس از شکست ۱–۰ بنفیکا تکرار کرد، سپس دومین جام بین قاره‌ای متوالی خود را به‌دست‌آورد و در مجموع سومین را پس از غلبه بر المپیا آسونسیون در سال ۱۹۹۰ کسب کرد. ترکیب قهرمان اروپای آنها این بود: جیووانی گالی، مائورو تاسوتی، الساندرو کاستاکورتا، فرانکو بارزی، پائولو مالدینی؛ آنجلو کلمبو، فرانک رایکارد، کارلو آنچلوتی، روبرتو دونادونی؛ رود گولیت، مارکو فان باستن. در این دوره، این تیم با نام مستعار Gli Immortali («جاودانه‌ها») شناخته شد. این تیم در نظرسنجی جهانی از کارشناسان انجام شده توسط مجله ورلد ساکر به‌عنوان بهترین تیم باشگاهی تمام دوران انتخاب شده است.
با خروج ساکی از میلان در سال ۱۹۹۱ و مربیگری تیم ملی ایتالیا، فابیو کاپلو استخدام شد و تحت هدایت او، روسونری به موفقیت خود ادامه داد و به Gli Invicibili («شکست‌ناپذیرها») معروف شد. با ۵۸ بازی بی‌سابقه و بدون شکست، Invincibili از بازیکنانی مانند مائورو تاسوتی، فرانکو بارسی، الساندرو کاستاکورتا و پائولو مالدینی به‌عنوان یکی از قوی‌ترین خط دفاعی تاریخ فوتبال، در کنار مارسل دسایلی و روبرتو دونادونی در خط میانی و دژان ساویچ بهره بردند. زوونیمیر بوبان و دانیله ماسارو در حمله.
علاوه بر سه اسکودتی متوالی از سال ۱۹۹۲ تا ۱۹۹۴، از جمله شکست ناپذیری در فصل ۹۲–۱۹۹۱، میلان در سه سال متوالی به فینال لیگ قهرمانان اروپا رسید. در سال ۱۹۹۳ میلان توسط مارسی شکست خورد، نتیجه‌ای که بعداً توسط یک رسوایی تبانی در لیگ ۱ فرانسه که شامل رئیس وقت باشگاه مارسی برنارد تاپی بود، مورد مناقشه قرار گرفت. با این حال، در سال ۱۹۹۴، میلان پس از یک برد پر سر و صدا ۴–۰ بارسلونا را شکست داد، در حالی که در سال ۱۹۹۵، میلان به آژاکس سقوط کرد. سپس، در سال‌های ۹۶–۱۹۹۵، با هدایت ستارگان روبرتو باجو، مارکو سیمونه و جورج وه، میلان پانزدهمین قهرمانی ایتالیا را به دست آورد. ترکیب اصلی میلان زیر نظر کاپلو در آن فصل پیروز این بود: سباستیانو روسی؛ کریستین پانوچی، الساندرو کاستاکورتا، فرانکو بارزی، پائولو مالدینی، روبرتو دونادونی، دمتریو آلبرتینی، مارسل دسایلی، زوونیمیر بوبان، جورج وه، روبرتو باجو.
۹۷–۱۹۹۶
پس از جدایی فابیو کاپلو در سال ۱۹۹۶، میلان اسکار تابارز اروگوئه‌ای را به خدمت گرفت، اما آنها زیر نظر سرمربی با مشکل مواجه شدند و در بازی‌های ابتدایی خود بدون برد بودند. در تلاش برای بازیابی افتخارات سابق، باشگاه آریگو ساکی را به جای تابارز بازگرداند. این تیم پس از تحقیر شدن توسط یوونتوس در سن سیرو با نتیجهٔ ۱–۶، بدترین شکست خود را در سری آ متحمل شد. میلان بازیکنان جدیدی مانند ابراهیم با، کریستف دوگاری و ادگار داویدز را به خدمت گرفت، اگرچه این مانع از مبارزات میلان نشد - آنها سال یازدهم را در سری آ به پایان رساندند.
۹۸–۱۹۹۷
ساکی در فصل بعد با فابیو کاپلو بازگشته جایگزین شد، که میلان جدیدش بازیکنان بالقوه زیادی مانند کریستین زیگه، پاتریک کلایورت، جسپر بلومکویست و لئوناردو را به خدمت گرفت. با این حال، خریدها کمک چندانی به معکوس کردن بخت بد اخیر تیم نکرد - میلان همچنان در میانه جدول در رده دهم قرار گرفت و باعث فسخ کاپلو شد.
۹۹–۱۹۹۸
آلبرتو زاکرونی در جستجوی سرمربی جدید، توجه میلان را به خود جلب کرد. زاکرونی سرمربی اودینزه بود که فصل ۹۸–۱۹۹۷ را در جایگاه سوم به پایان رساند. میلان زاکرونی را به همراه دو بازیکنش در اودینزه، اولیور بیرهوف و توماس هلوگ به خدمت گرفت. میلان همچنین روبرتو آیالا، لوئیجی سالا و آندرس گولیلمین پیترو را به خدمت گرفت و با ترکیب ۳–۴–۳، زاکرونی شانزدهمین اسکودتوی باشگاه را به میلان بازگرداند. ترکیب برنده این بود: کریستین ابیاتی، لوئیجی سالا، الساندرو کاستاکورتا، پائولو مالدینی؛ توماس هلوگ، دمتریو آلبرتینی، ماسیمو آمبروسینی، آندرس گوگلیلمین پیترو؛ زوونیمیر بوبان، جورج وه، الیور بیرهوف.
۲۰۰۰–۱۹۹۹
علیرغم موفقیت در فصل پیش، زاکرونی نتوانست میلان را به تیم بزرگی که قبلاً بود تبدیل کند. فصل بعد، علیرغم ظهور آندری شوچنکو اوکراینی، میلان هواداران خود را در لیگ قهرمانان و سری آ ناامید کرد و پس از پیروزی در یک بازی از شش بازی مرحله گروهی و پایان دادن به فصل داخلی سوم، هواداران خود را در لیگ قهرمانان و سری آ ناامید کرد. چالش با دو تیم برتر لاتزیو و یوونتوس.

## دهه ۲۰۰۰
۰۱–۲۰۰۰
در فصل بعد، میلان با غلبه بر دینامو زاگرب در مجموع ۶–۱ به لیگ قهرمانان اروپا ۰۱–۲۰۰۰ راه یافت. میلان با شکست دادن بشیکتاش از ترکیه و غول اسپانیایی بارسلونا، که در آن زمان متشکل از فوق ستاره‌های بین‌المللی در سطح جهانی در ریوالدو و پاتریک کلایورت بود، لیگ قهرمانان اروپا را با موفقیت آغاز کرد. اما فرم میلان به‌طور جدی شروع به افول کرد و در برابر تعدادی از تیم‌ها (که از نظر فنی ضعیف‌تر از میلان هستند) مساوی کرد، اما عمدتاً با نتیجه ۳–۰ به یوونتوس در سری آ و ۱–۰ به لیدز یونایتد شکست خورد. میلان در دور دوم لیگ قهرمانان اروپا یک برد و چهار تساوی به پایان رساند. آنها در آخرین بازی نتوانستند دپورتیوو د لاکرونیا را شکست دهند و زاکرونی متعاقباً اخراج شد.
چزاره مالدینی، پدر کاپیتان تیم پائولو، منصوب شد و چشم‌انداز بلافاصله بهبود یافت. اولین بازی رسمی مربیگری مالدینی در میلان با پیروزی ۴–۰ برابر باری آغاز شد که در آن آنتونیو کاسانو جوان حضور داشت. همچنین تحت رهبری مالدینی بود که میلان رقیب شهری خود اینتر را با نتیجه فوق‌العاده ۶–۰ شکست داد، نتیجه‌ای که هرگز تکرار نشد و در آن سرجینیو در این مسابقه بازی کرد. با این حال، پس از این اوج فرم، میلان دوباره شروع به باخت کرد، از جمله شکست ناامیدکننده ۱–۰ مقابل ویچنزا، با تنها گل بازی توسط لوکا تونی جوان. علیرغم این نتایج، هیئت مدیره میلان مصر بود که میلان در پایان فصل به مقام چهارم لیگ برسد، اما مالدینی ناکام ماند و تیم ششم شد.
۰۲–۲۰۰۱
میلان کمپین ۰۲–۲۰۰۱ را با جذب بازیکنان ستاره بیشتری آغاز کرد، از جمله خاوی مورنو و کازمین کنترا، که هر دو به آلاوز کمک کردند تا به فینال جام یوفا ۲۰۰۱ برسد. این تیم همچنین کاخا کالادزه (از دیناموکیف)، روی کاستا (از فیورنتینا)، فیلیپو اینزاگی (از یوونتوس)، مارتین لورسن (از هلاس ورونا)، جان دال توماسون (از فاینورد)، اومیت داوالا (از گالاتاسرای) و آندره‌آ پیرلو به خدمت گرفت. پیرلو (از رقبای اینتر). جانشین چزاره مالدینی فاتح تریم بود که موفقیت اولیه متوسطی را در تیم داشت. با این حال، پس از ۵ ماه، میلان از ۵ تیم برتر لیگ فاصله زیادی داشت و تریم متعاقباً به دلیل ناتوانی در برآورده کردن انتظارات هیئت مدیره اخراج شد. با وجود شایعات مبنی بر سرمربی جدید فرانکو بارسی، کارلو آنچلوتی جایگزین او شد. با وجود مشکلات مصدومیت مدافع کناری پائولو مالدینی، آنچلوتی موفق بود و میلان را به مقام چهارم رساند و به این ترتیب به لیگ قهرمانان اروپا راه یافت. خط شروع میلان در آن نقطه کریستین ابیاتی بود. کاسمین کنترا، الساندرو کاستاکورتا، مارتین لورسن، کاخا کالادزه؛ جنارو گتوزو، دمتریو آلبرتینی، سرجینیو؛ روی کاستا؛ آندری شوچنکو، فیلیپو اینزاگی.
۰۳–۲۰۰۲ (سوم در سری آ، قهرمان اروپا)
میلان فصل را با ششمین قهرمانی خود در لیگ قهرمانان اروپا در سال ۲۰۰۳ به پایان رساند. در راه رسیدن به فینال در اولدترافورد، منچستر، میلان رقیب خود اینتر را در نیمه نهایی شکست داد و دیگر رقیب ایتالیایی، یوونتوس، را در ضربات پنالتی نمایشی شکست داد. در همان فصل، میلان در سری آ سوم شد و هر دو کوپا ایتالیا و سوپر جام یوفا را به دست آورد. ترکیب اصلی این تیم در لیگ قهرمانان اروپا این بود: دیدا، الساندرو کاستاکورتا، الساندرو نستا، پائولو مالدینی، کاخا کالادزه؛ جنارو گتوزو، آندره‌آ پیرلو، کلارنس سیدورف؛ روی کاستا؛ آندری شوچنکو، فیلیپو اینزاگی. فصل بعد، میلان کاکا را به خدمت گرفت. این تیم لقب "I Meravigliosi" («شگفت‌انگیزان») را به دست آورد.
۰۴–۲۰۰۳ (قهرمان در سری آ، یک چهارم نهایی لیگ قهرمانان)

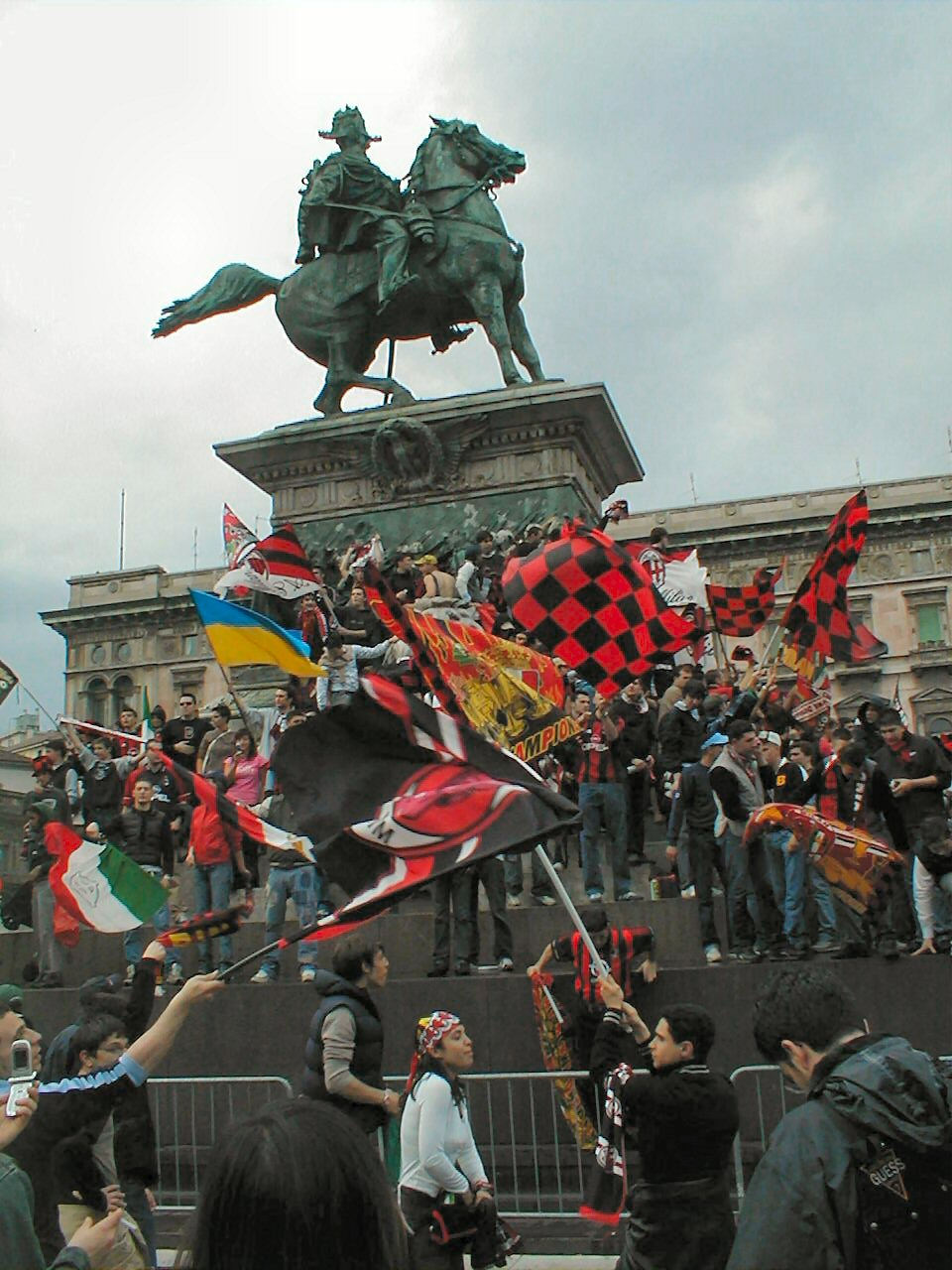
مه ۲۰۰۴: جشن هفدهمین اسکودتو در پیاتزا دل دومو

میلان با تیمی که تقریباً پنج سال ثابت نگه داشته شد، رکورد امتیازی برای فتح اسکودتو به دست آورد - حمله‌ای که توسط مهاجم آندری شوچنکو هدایت می‌شد، بازی‌سازی توسط کاکا و دفاع توسط الساندرو نستا و پائولو مالدینی. فصل میلان، با این حال، کامل نبود زیرا آنها در یک چهارم نهایی لیگ قهرمانان اروپا ۰۴–۲۰۰۳ توسط دپورتیوو لاکرونیا با وجود پیروزی در بازی رفت ۴–۱ در سن سیرو با نتیجه ۰–۴ شکست خوردند. میلان علیرغم قهرمانی ایتالیا، همان‌طور که برخی از منتقدان می‌گویند، شخصیت ضعیفی از خط میانی نشان داد که در فینال لیگ قهرمانان اروپا در فصل بعد تکرار خواهد شد. با این وجود، تیم موفق شد و توانست یک سبک بازی درخشان را برای چندین ماه بیان کند.
۰۵–۲۰۰۴ (دوم در سری آ، دوم در لیگ قهرمانان)
هرنان کرسپو به‌صورت قرضی از چلسی، ثابت کرد که خریدی محکم برای میلان است، در حالی که هافبک ماسیمو آمبروسینی گلی باورنکردنی در اواخر وقت مقابل پی‌اس‌وی به ثمر رساند. فصل، با این حال، با شکست فاجعه بار در ورزشگاه آتاتورک استانبول در فینال لیگ قهرمانان ۲۰۰۵ به پایان رسید. در این بازی، میلان برتری ۳–۰ نیمه وقت مقابل لیورپول را پس از دریافت سه گل در مدت زمان تنها ۶ دقیقه واگذار کرد و در نهایت در ضربات پنالتی با نتیجه ۳–۲ شکست خورد. میلان فصل را در رده دوم با یووه در سری آ و قهرمان سوپرکاپ ایتالیا مقابل لاتزیو به پایان رساند.
۰۶–۲۰۰۵ (سوم در سری آ، نیمه نهایی لیگ قهرمانان)
به نظر می‌رسد که رقابت‌های سری آ میلان یکی از موفق‌ترین آنها در سال‌های اخیر بوده است. این تیم فصل را با ۲۸ برد در بالاترین سطح لیگ به پایان رساند، اما نتوانست یوونتوس را در جدول رده‌بندی به دلیل رکورد رکورد ۹۱ امتیازی، رکوردی که از زمان شکسته شدن رکوردی است، پیشی بگیرد. این موفقیت با رسوایی کالچو پولی باطل شد. میلان در سال ۲۰۰۶ در رسوایی سری آ نام برده شد و ۴۴ امتیاز از ۸۸ امتیازی که در این فصل به دست آورده بود را از آن خود کرد. علاوه بر این، میلان فصل ۰۷–۲۰۰۶ خود را با ۱۵- امتیاز آغاز کرد. با این حال، این کاهش امتیازات بعداً به ترتیب به ۳۰ و -۸ کاهش یافت و میلان این شانس را برای رقابت در لیگ قهرمانان ۰۷–۲۰۰۶ فراهم کرد.
تلاش‌های میلان در لیگ قهرمانان آن سال نیز امیدوارکننده بود، اگرچه در نهایت شکست خورد. پس از صدرنشینی گروه خود، میلان به مرحله حذفی مسابقات صعود کرد و ابتدا بایرن مونیخ را در مجموع و سپس لیون فرانسه را در مجموع ۳–۱ شکست داد. در نیمه نهایی، آنها در مجموع ۰–۱ توسط بارسلونا قهرمان نهایی حذف شدند، جایی که آندری شوچنکو، مهاجم میلان، یک گل را به‌طور بحث‌انگیز مردود اعلام کرد.
۰۷–۲۰۰۶ (چهارم در سری آ، قهرمان لیگ قهرمانان اروپا)
رقابت‌های سری آ میلان با یک پنالتی ۸- امتیازی ناشی از رسوایی کالچوپولی آغاز شد. پس از نیم فصل اول ضعیف که میلان را در میانه جدول رده‌بندی قرار داد، چندین خرید نقل و انتقالات ژانویه، از جمله ماسیمو اودو، برنده جام جهانی و رونالدو، اسطوره برزیلی، دوباره به باشگاه روحیه دادند. در پایان رقابت‌ها، میلان در جدول صعود کرد و در رده چهارم قرار گرفت و بدین ترتیب شرکت خود را در لیگ قهرمانان ۰۸–۲۰۰۷ تضمین کرد.
در حالی که کمپین آنها در سری آ موفقیت متوسطی داشت، فصل۰۷–۲۰۰۶ بیشتر به خاطر عملکرد این تیم در لیگ قهرمانان اروپا به یاد می‌آید. جریمه‌های اعمال شده پس از رسوایی کالچوپولی باعث شد که میلان در جدول نهایی ۰۶–۲۰۰۵ سری آ سوم شود، بنابراین این تیم مجبور به بازی در مسابقات مقدماتی لیگ قهرمانان شد، جایی که آنها در برابر قهرمان سابق اروپا ستاره سرخ بلگراد قرار گرفتند. میلان در مرحله مقدماتی پیروز شد و به مرحله گروهی صعود کرد که در نهایت به پیروزی رسید.

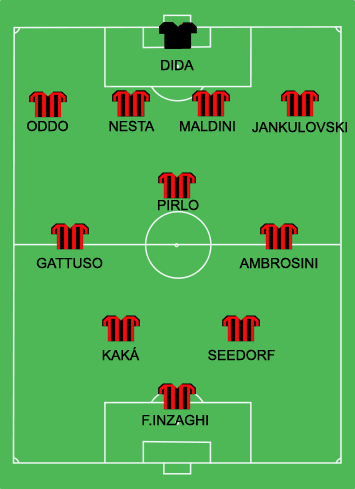
ترکیب اصلی میلان مقابل لیورپول در آتن

میلان در یک مبارزه دور اول جان سالم به در برد و سلتیک (قهرمان احتمالی لیگ برتر اسکاتلند آن سال) را در مجموع ۱–۰ پس از گل وقت اضافه کاکا شکست داد. میلان سپس در مجموع ۴–۲ بایرن مونیخ (۲–۲ در سن سیرو و ۲–۰ در آلیانتس آرنا) را شکست داد و به نیمه نهایی رسید و سومین بار متوالی و چهارمین بار در پنج سال گذشته بود که میلان به جمع چهار تیم پایانی این رقابت‌ها راه یافته است. بازی رفت مرحله نیمه نهایی مقابل منچستریونایتد در اولدترافورد برگزار شد. منچستر در همان ابتدا گل کریستیانو رونالدو را به ثمر رساند، اما میلان با یک گل کاکا پاسخ داد و برتری ۱–۲ را در نیمه دوم تضمین کرد. با این حال، یونایتد به دلیل دو گل نیمه دوم مهاجم وین رونی، در نهایت پیروز خواهد شد. این بازی از سوی رسانه‌ها و میشل پلاتینی رئیس یوفا به عنوان بهترین بازی در خاطرات اخیر شناخته شد. بازی دوم نیمه نهایی در ۲ مه در سن سیرو برگزار شد، جایی که میلان در نیمه اول تقریباً عالی بازی کرد و با گل‌های کاکا و کلارنس سیدورف در وقت استراحت۲–۰ پیش افتاد. گل دقیقه ۷۸ آلبرتو جیلاردینو پیروزی تیم میزبان را رقم زد.
میلان به فینال راه یافت و آنها را در یک مسابقه مجدد مقابل حریف فینال سال ۲۰۰۵ خود، لیورپول قرار داد. این بازی در ورزشگاه المپیک آتن در ۲۳ مه ۲۰۰۷ با برتری ۲–۱ میلان با هر دو گل فیلیپو اینزاگی برگزار شد. با این پیروزی، باشگاه با سه بازی فینال لیگ قهرمانان در پنج سال، از جمله دو پیروزی، جایگاه خود را به عنوان یکی از نخبگان فوتبال اروپا تأیید کرد.
۰۸–۲۰۰۷ (پنجم در سری آ، حذف اولین دور حذفی در اروپا، قهرمانی در جام باشگاه‌های جهان)
پس از هفتمین عنوان قهرمانی جام اروپا/لیگ قهرمانان اروپا، میلان با قهرمانی در سوپرکاپ یوفا در سال ۲۰۰۷ مقابل سویا، در بازی ای که با غم و اندوه به خاطر مرگ اخیر آنتونیو پوئرتا بازیکن سویا در زمین مشخص شد، به موفقیت‌های بین‌المللی خود ادامه داد. موفقیت میلان در لیگ قهرمانان همچنین باعث شد تا این باشگاه واجد شرایط شرکت در جام باشگاه‌های جهان ۲۰۰۷ شود، جایی که آنها هجدهمین جام بین‌المللی رسمی خود را به رسمیت شناختند و آنها را برای اکثر جام‌های بین‌المللی باشگاهی در جهان مساوی کرد. از قضا، میلان هجدهمین عنوان خود را در بازی مقابل بوکا جونیورز به دست آورد، تیمی که برای رکورد مساوی بود.
با این حال، این دو جام تنها به عنوان تسلی برای یک فصل ناامیدکننده برای میلان بود. این باشگاه شروع کندی در سری آ داشت، و اغلب پس از مصدومیت رونالدو در پیش فصل، گلزنی برایش مشکل بود. این به همراه پیر شدن خط دفاعی آنها و برخی عملکردهای ضعیف توسط دروازه‌بان دیدا، باعث شد که باشگاه در بیشتر فصل در میانه جدول بنشیند، اگرچه الکساندر پاتو، خرید جدید، چراغ روشنی برای فصلی تاریک برای میلان بود. در پایان رقابت‌های داخلی، فیورنتینا میلان را برای رتبه چهارم جدول رده‌بندی شکست داد، و آنها را از جواز حضور در لیگ قهرمانان اروپا ۰۹–۲۰۰۸ حذف کرد، اولین شکست این تیم در رسیدن به این مسابقات از ۰۲–۲۰۰۱.
حضور میلان در فصل ۰۸–۲۰۰۷ لیگ قهرمانان اروپا نیز فراموش نشدنی بود. در حالی که این باشگاه در گروه خود پیروز شد، آنها به سرعت توسط آرسنال در دور حذفی اول حذف شدند. پیش از این فصل، میلان حداقل به یک چهارم نهایی هر لیگ قهرمانان اروپا راه یافته بود که به فصل ۰۳–۲۰۰۲ برمی‌گشت.
۰۹–۲۰۰۸ (سومین در سری آ، حذف اولین دور حذفی در جام یوفا)
پس از یک فصل داخلی ضعیف در سال پیش، باشگاه در طول فصل خارج از فصل، بازیکنان زیادی را اضافه کرد، رونالدینیو را از بارسلونا به خدمت گرفت و ستاره سابق آندری شوچنکو را دوباره از چلسی به دست آورد، علاوه بر این، جانلوکا زامبروتا، مارکو بوریلو و متیو فلامینی را در میان سایرین اضافه کرد. آنها همچنین بعداً دیوید بکهام را در پنجره نقل و انتقالات ژانویه به صورت قرضی از لس آنجلس گلکسی از لیگ برتر فوتبال ایالات متحده آمریکا (MLS) اضافه کردند. علیرغم اضافه شدن‌های پرمخاطب، فصل پس از دو باخت متوالی ضعیف شروع شد. با این حال، این تیم به عقب برگشت و به مدت یک هفته در نیم فصل اول به رتبه اول جدول صعود کرد و بعداً از رقبای اینتر که چهارمین قهرمانی متوالی خود در سری آ را به دست آوردند، عقب افتاد.
این تیم همچنین در مسابقات جام یوفا ۰۹–۲۰۰۸ عملکرد ضعیفی داشت. پس از پیروزی در گروه خود و صعود به مرحله حذفی، این تیم توسط فینالیست نهایی وردربرمن حذف شد.
شاید قابل توجه‌ترین جنبه فصل ۰۹–۲۰۰۸ بازنشستگی اسطوره فوتبال پائولو مالدینی بود که تمام بازی‌های باشگاهی حرفه‌ای خود را برای میلان در دورانی که ۲۵ سال به طول انجامید انجام داد.
۱۰–۲۰۰۹ (سوم در سری آ، حذف اولین دور حذفی در اروپا)
فصل با اخراج کارلو آنچلوتی سرمربی و به خدمت گرفتن جانشین او، بازیکن سابق میلان، لئوناردو آغاز شد. در طول فصل نقل و انتقالات، عمده‌ترین فعالیت باشگاه فروش کاکا به مبلغ ۶۴٫۵ میلیون یورو به رئال مادرید بود که در آن زمان رکورددار بود.
شروع فصل ضعیف بود، زیرا تیم نتوانست در چندین بازی پیروز شود. اما نتایج با پیروزی مقابل رم و پیروزی حساس مقابل رئال مادرید در ورزشگاه سانتیاگو برنابئو شروع به تغییر کرد. این فصل شامل احیای مجدد رونالدینیو، مارکو بوریلو و بازیکنان جدید لوکا آنتونینی و ایگنازیو آباته بود. اگرچه روسونری به نتایج مهمی دست یافت، اما توسط منچستریونایتد از لیگ قهرمانان اروپا حذف شد و در رقابت سری آ به اینتر شکست خورد. در پایان فصل، لئوناردو علیرغم تمایل میلان برای حفظ او در این پست، استعفا داد.

## دهه ۲۰۱۰
۱۱–۲۰۱۰ (اول در سری آ، حذف اولین دور حذفی در اروپا)
پس از یک فصل ناامیدی نسبی، با توجه به خریدها و نتایج، سیلویو برلوسکونی، رئیس باشگاه، میلان را با قرارداد قرضی زلاتان ابراهیموویچ از بارسلونا، روبینیو از منچستر سیتی به مبلغ ۱۸ میلیون یورو و کوین پرینس بواتنگ به صورت قرضی از جنوا، تقویت کرد. پس از استعفای لئوناردو، میلان ماسیمیلیانو آلگری، سرمربی سابق کالیاری را منصوب کرد.
پس از شروعی متفاوت در فصل (شامل برد ۴–۰ مقابل لچه، تساوی مقابل کاتانیا و لاتزیو و باخت به چزنا)، میلان عملکرد خوبی را آغاز کرد و خیلی زود از نوامبر به بعد به صدر جدول سری آ رسید. خریدهای جدید ابراهیموویچ و روبینیو سود سهام را پرداخت کردند. به همراه پاتو، این سه تا پایان سال تقویمی ۲۰۱۰ ۱۹ گل بین خود به ثمر رساندند (ابراهیموویچ، ۹، روبینیو، شش، پاتو، چهار). همکاری دفاعی الساندرو نستا و تیاگو سیلوا در مقابل دروازه‌بان کریستین آبیاتی نیز باعث شد تا میلان یکی از بهترین دفاع‌های سری آ را به خود اختصاص دهد.
در پایان سال ۲۰۱۰ و آغاز سال ۲۰۱۱، میلان با یک بحران آسیب دیدگی مواجه شده بود که بازیکنان آندره‌آ پیرلو، ماسیمو آمبروسینی، فیلیپو اینزاگی، جانلوکا زامبروتا، کوین پرینس بواتنگ، دانیله بونرا، لوکا آنتونینی، الکساندر پاتو و الساندرو نستا را به خود دید. همه مجروح شدند سپس این تیم در طول دوره نقل و انتقالات زمستانی با خرید آنتونیو کاسانو، مارک ون بومل، اوربی امانوئلسون، دیداک ویلا و نیکولا لگروتالیه اجرا می‌شود. جذب کاسانو همچنین راه را برای خروج رونالدینیو که به تیم ریودوژانیروی فلامنگو در برزیل پیوست، هموار کرد. با این حال، بسیاری از این خریدها قبلاً در اوایل فصل در لیگ قهرمانان شرکت کرده بودند، به این معنی که آنها در جام حذفی بودند و بنابراین نمی‌توانستند برای میلان مسابقات سال بازی کنند. این به همراه مصدومیت‌های متعدد، منجر به حذف میلان از لیگ قهرمانان اروپا به دست تاتنهام هاتسپر در دور اول حذفی شد.
با این حال، در لیگ، میلان به نمایش‌های قوی خود ادامه داد، از جمله بردهای متقاعدکننده در برابر اینتر و ناپولی، دیگر مدعیان قهرمانی لیگ. پس از تساوی ۰–۰ مقابل رم در ۷ مه، میلان از نظر ریاضی هجدهمین اسکودتو خود را به‌دست‌آورد.
۱۳–۲۰۱۲ (سوم در سری آ، حذف اولین دور حذفی در اروپا)
در مرحله حذفی لیگ قهرمانان اروپا در فصل ۱۳–۲۰۱۲، میلان بازی خانگی خود را با نتیجه ۲–۰ مقابل بارسلونا برد. این متأسفانه کافی نبود زیرا آنها در بازی برگشت به‌طور کامل ۴–۰ شکست خوردند. پس از یوونتوس و ناپولی در رده سوم لیگ قهرمانان اروپا برای فصل بعد حضور پیدا کرد.
۱۴–۲۰۱۳ (هشتمین در سری آ، حذف اولین دور حذفی در اروپا)
فصل ۱۴–۲۰۱۳ سری آ شاهد بازگشت کاکا نماد باشگاه بود که در پنجره نقل و انتقالات تابستانی پس از یک دوره بد در رئال مادرید به صورت رایگان به این تیم پیوست. علیرغم این، میلان شروع ضعیفی در فصل داشت و چهار بازی از ۱۰ بازی ابتدایی خود را از دست داد، از جمله یک باخت در روز اول به هلاس ورونا. پس از شکست ۴–۳ خارج از خانه مقابل ساسولو که این باشگاه را در رده یازدهم قرار داد، ماسیمیلیانو آلگری اخراج شد و یک نماد باشگاه دیگر به نام کلارنس سیدورف جایگزین او شد. در آن زمان سیدورف هنوز در تیم برزیلی بوتافوگو بازی می‌کرد، اما قرارداد خود را فسخ کرد تا نقش مدیریتی را بر عهده بگیرد. سیدورف علیرغم نظارت بر اولین برد ۵ بازی میلان از سال ۲۰۱۱، و همچنین پیروزی مقابل رقیب شهری اینتر، اخراج شد زیرا میلان در رده هشتم قرار گرفت. در زمان هدایت این بازیکن هلندی، میلان در مجموع ۳۵ امتیاز از ۵۷ امتیاز ممکن را به دست آورد - چهارمین امتیاز از همه تیم‌های سری آ (یکی کمتر از مجموع ناپولی و ۶ امتیاز کمتر از رم).
در سطح اروپایی، میلان پس از پیروزی در مجموع ۴–۱ مقابل پی اس وی آیندهوون، به مرحله گروهی لیگ قهرمانان اروپا ۱۴–۲۰۱۳ راه یافت. پس از قرار گرفتن در گروه بارسلونا، سلتیک و آژاکس، میلان به مقام دوم گروه خود راه یافت، پیش از اینکه در مرحله یک‌هشتم نهایی در مجموع با نتیجه ۵–۱ توسط اسپانیایی اتلتیکو مادرید حذف شود.
۱۵–۲۰۱۴ (دهم در سری آ)
میلان امیدوار بود که در فصل ۱۵–۲۰۱۴ تحت هدایت سرمربی جدید فیلیپو اینزاگی، این دوره بد شانسی را تغییر دهد. به نظر می‌رسید که پیروزی‌های متقاعد کننده مقابل لاتزیو (۳–۱) و پارما (۵–۴) در ابتدای فصل تغییراتی را در عملکرد خود نشان دهد، زیرا میلان تا اکتبر ۲۰۱۴ در صدر سری آ قرار گرفت. با این حال، بدتر شدن روحیه و چیزی که بسیاری دلیل آن را کمبود خریدهای کلیدی می‌دانستند، میلان را به رتبه دهم محکوم کرد. اینزاگی اسطوره باشگاه پس از آن از سرمربیگری اخراج شد.
۱۶–۲۰۱۵ (هفتم در سری آ)
پیش از فصل ۱۶–۲۰۱۵ تغییرات زیادی رخ داد. سینیشا میهایلوویچ پس از اینکه فصل پیش سمپدوریا را به مقام هفتم رساند، به عنوان سرمربی به خدمت گرفته شد. سیلویو برلوسکونی، رئیس باشگاه، پول نقدی برای جذب استعدادهای زیادی به باشگاه پرداخت، از جمله خرید مهاجم پرکار سویا و ملی‌پوش کلمبیایی، کارلوس باکا و ستاره ۲۰ ساله ایتالیایی و آلسیو رومانیولی از رم برای هر کدام ۳۰ میلیون یورو. آندره‌آ برتولاچی، هافبک جنوا نیز با ۲۰ میلیون یورو اضافه شد.
این باشگاه در ۱۰ بازی بدون شکست از دسامبر تا فوریه ادامه داد، دوره‌ای که در آن باشگاه به مقام پنجم سری آ رسید و شامل پیروزی ۲–۰ بر فیورنتینا و پیروزی ۳–۰ مقابل اینتر در دربی دلا بود. مدونینا روسونری همچنین به فینال فصل کوپا ایتالیا رسید و در نیمه نهایی الساندریا غول قاتل دسته سوم را شکست داد.
مجموعه‌ای از نتایج شرم‌آور، مانند تساوی ۳–۳ در خانه با فروزینونه پایین (که در آن آنها مجبور بودند از ۳–۱ عقب‌نشینی می‌کردند) و شکست در غلبه بر هلاس ورونا که در معرض خطر سقوط قرار داشت، اخراج میهایلوویچ از مربیگری را شاهد بودیم. انتصاب کریستیان بروکی برای باقی مانده فصل.
متأسفانه، این کافی نبود زیرا میلان در دور ماقبل آخر سری آ خود را در برابر ساسولو جهش می‌دید و در رده هفتم قرار می‌گرفت، درست خارج از نقاط اروپا. با این حال، امید باقی ماند، زیرا شکست یوونتوس در فینال کوپا ایتالیا در ۲۱ مه باعث می‌شود که آنها به لیگ اروپا راه پیدا کنند. میلان در نهایت به لطف ضربه دیرهنگام آلوارو موراتا، بازی را با نتیجه ۱–۰ پس از وقت اضافه شکست داد.
۱۷–۲۰۱۶ (ششم در سری آ)
در ابتدای فصل، وینچنزو مونتلا به عنوان سرمربی جدید استخدام شد. مونتلا موفق شد سوپرجام ایتالیا ۲۰۱۶ را که اولین قهرمانی میلان در ۵ سال گذشته بود به دست آورد و همچنین پس از ۳ سال باشگاه را به اروپا بازگرداند.
۱۸–۲۰۱۷ (ششم در سری آ، حذفی در مرحله یک‌هشتم نهایی لیگ اروپا)
در ۲۷ نوامبر ۲۰۱۷، وینچنزو مونتلا از میلان اخراج شد. سپس آنها گتوزو را به عنوان سرمربی تیم اصلی منصوب کردند که این سمت را به عنوان مربی میلان پریماورا ترک کرد. جنارو گتوزو اولین برد خود را به عنوان سرمربی میلان با پیروزی ۲–۱ خانگی مقابل بولونیا در سری آ در ۱۰ دسامبر ۲۰۱۷ به ثبت رساند.
درحالی‌که میلان در نیم فصل اول عملکرد قابل توجهی نداشت، با گتوزو ۱۰ بازی بدون شکست از بازی ۱۹ تا بازی ۲۹ لیگ را پشت سر گذاشت و ۷ بار برد و ۳ تساوی کسب کرد. به لطف مدیریت گتوزو، میلان در جایگاه ششم قرار گرفت و نایب قهرمان کوپا ایتالیا شد و همچنین به مرحله یک شانزدهم نهایی لیگ اروپا رسید (جایی که در مجموع ۵–۱ در مقابل آرسنال شکست خوردند).
میلان در مرحله گروهی لیگ اروپا ۱۹–۲۰۱۸ به عنوان تیم ششم سری آ ۱۸–۲۰۱۷ به مرحله گروهی راه یافت، اما در ابتدا توسط یوفا به دلیل نقض مقررات فیرپلی مالی به دلیل عدم موفقیت در بازی‌های سرپایی، از حضور در رقابت‌های اروپایی محروم شد. در ژوئیه ۲۰۱۸، وسیله نقلیه سرمایه‌گذاری لی روسونری Champion Inv. لوکس به عنوان سهامدار Rossoneri Sport Inv حذف شد. لوکس، شرکت مادر مستقیم باشگاه. در ۱۰ ژوئیه ۲۰۱۸، لی نتوانست برنامه بازپرداخت وام خود را دنبال کند و از واریز اقساط ۳۲ میلیون یورویی به موقع خود غفلت کرد تا بدهی وام ۳۰۳ میلیون یورویی را که به صندوق تأمین مالی آمریکا بدهی داشت، بازپرداخت کند. در نتیجه، مالکیت باشگاه به‌طور رسمی به شرکت مدیریت الیوت منتقل شد. میلان به دادگاه حکمیت ورزشی اعتراض کرد و این محرومیت در ۲۰ ژوئیه ۲۰۱۸ لغو شد. در ۲۸ ژوئن ۲۰۱۹، میلان به دلیل نقض قوانین بازی جوانمردانه مالی برای سال‌های ۲۰۱۴–۲۰۱۷ و ۲۰۱۵–۲۰۱۸ از لیگ اروپا حذف شد.
۱۹–۲۰۱۸ (پنجم در سری آ. حذف‌شده در مرحله گروهی)
اولین فصل تحت هدایت الیوت برای میلان به عنوان یک فصل تغییر برای تیم با رئیس جدید باشگاه پائولو اسکارونی آغاز شد. همچنین با آمدن بازیکنان جدیدی مانند سامو کاستیلیخو، گونزالو هیگواین (قرضی)، تیموئه باکایوکو (قرضی)، ماتیا کالدارا و برنده جام جهانی فوتبال ۲۰۱۰، په‌په رینا و خروج بازیکنانی مانند لئوناردو بونوچی، کارلوس. باکا، مانوئل لوکاتلی (قرضی، بعداً به‌طور دائم توسط ساسولو خریداری شد) و آندره سیلوا (قرضی). در پیش فصل، میلان در مجموع رکورد ۴ برد، ۲ باخت و ۱ تساوی از بازی‌های دوستانه، جام قهرمانان بین‌المللی و تروفئو سانتیاگو برنابئو داشت. در نیم فصل اول، این تیم یک دوره نسبتاً مثبت ۸ برد، ۷ تساوی و ۴ باخت و قرار گرفتن در رده پنجم سری آ در اواسط فصل (بازی نوزدهم) داشت.
با این حال، در اواسط فصل، مدیریت تیم تصمیم گرفت تغییراتی در فهرست بازیکنان ایجاد کند تا تلاش کند تا به هدف پایان فصل تیم برای رسیدن به لیگ قهرمانان اروپا برای فصل ۲۰–۲۰۱۹ برسد. زمستان ۲۰۱۹ شاهد ورود بازیکنان آینده دار مانند لوکاس پاکئتا و کریستوف پیتک همراه با جدایی گونزالو هیگواین بود. این تغییرات موفقیت‌آمیز بود زیرا میلان از روز ۱۹ تا ۲۷ یک روند باورنکردنی را تجربه کرد، جایی که آنها ۷ برد و ۲ تساوی داشتند و پس از پایان بازی ۲۷ در رده سوم سری آ قرار گرفتند. با این حال میلان از روزهای ۲۸ تا ۳۴ افت را تجربه کرد، جایی که رکورد ۴ باخت، ۲ تساوی و تنها ۱ برد داشت. با این حال، از مسابقات ۳۵ تا ۳۸، این تیم در ۴ بازی آخر فصل خود پیروز شد. اما این کافی نبود و این تیم نتوانست دوباره در لیگ قهرمانان اروپا در رتبه پنجم قرار گیرد. ناکامی این تیم، همراه با عدم واجد شرایط بودن برای بازی در لیگ اروپا ۲۰–۲۰۱۹ به دلیل نیاز به اجرای مجازات خود از سوی یوفا، و همچنین باخت به لاتزیو در نیمه نهایی کوپا ایتالیا، باعث شد که جنارو گتوزو، سرمربی، پس از پایان فصل استعفا دهد.
۲۰–۲۰۱۹ (ششم در سری آ)
پس از استعفای گتوزو، میلان با مارکو جیامپائولو، سرمربی سابق سمپدوریا، قراردادی را برای مدیریت این تیم امضا کرد. در فصل ۲۰۲۰–۲۰۱۹ نیز این تیم صد و بیستمین سالگرد بنیان‌گذاری خود را در سال ۱۸۹۹ جشن گرفت. این تیم در طول تابستان شاهد تغییرات زیادی در فهرست بود، به خصوص با ورود بازیکنان آینده دار مانند فرانک کسیه، تئو هرناندز، رافائل لئو، اسماعیل بناسر و فینالیست جام جهانی ۲۰۱۸ آنته ربیک (قرضی از اینتراخت فرانکفورت). همچنین شاهد جدایی ایگنازیو آباته، ریکاردو مونتولیوو، پاتریک کوترونه و تیموئه باکایوکو بود. در حالی که بسیاری از تحلیلگران و هواداران تیم برای فصل جدید و بازیکنان هیجان زده بودند، رکورد تیم در پیش فصل در هر دو بازی دوستانه و در جام قهرمانان بین‌المللی متوسط بود و تنها یک برد، ۳ تساوی و ۲ باخت داشت. شروع فصل معمولی متوسط بود، که در روز اول در خارج از خانه با نتیجه ۱–۰ اودینزه کالچو را تحقیر کرد. پس از یک رشته عملکرد ضعیف مقابل اینترمیلان، فیورنتینا و تورینو و پیروزی در آخرین لحظه مقابل جنوا که در آن بازی به‌طور کلی برای میلان متوسط بود، جیامپائولو از سمت مدیریتی خود برکنار شد و با سرمربی سابق اس اس لاتزیو و اینتر جایگزین شد. استفانو پیولی.
چند ماه اول تحت مدیریت پیولی هم‌دوره‌ای بود که از تیم و برخی از بازیکنان انتقاد می‌شد و هم مورد تمجید قرار گرفت. کار پیولی تقریباً دائماً تحت فشار مدیران ارشد و هواداران بود. کمترین امتیاز مربوط به شرمساری ۵–۰ توسط آتالانتا در روز هفدهم بود و در میانه فصل، میلان در رده دهم سری آ قرار گرفت. زمستان ۲۰۲۰ شاهد تغییراتی بود، ورود الکسیس سیلماکرز، سیمون کیار و بازگشت زلاتان ابراهیموویچ. (ابراهیموویچ از سال ۲۰۱۰ تا ۲۰۱۲ در میلان بازی کرد) و همچنین جدایی لوکاس پاکتا، ریکاردو رودریگز، پپه رینا و سوسو. فرم تیم با این تغییرات اندکی بهبود یافت تا اینکه فصل سری آ پس از روز ۲۶ بازی به دلیل همه‌گیری کووید-۱۹در ایتالیا و دستور نخست‌وزیر جوزپه کونته برای توقف موقت همه ورزش‌ها در سراسر ایتالیا متوقف شد.
در ژوئن ۲۰۲۰، سه ماه و نیم پس از توقف، سری آ و کوپا ایتالیا مجوز ادامه بدون تماشاگر در ورزشگاه‌ها را دریافت کردند. در اولین بازی میلان پس از توقف، آنها به یوونتوس مساوی کردند و یک بار دیگر در نیمه نهایی کوپا ایتالیا حذف شدند (هر دو تیم اولین بازی نیمه نهایی را در فوریه ۲۰۲۰ انجام دادند، جایی که در سن سیرو نیز با تساوی به پایان رسید). اولین بازی میلان در سری آ باعث شد که آنها در خارج از خانه با نتیجه ۴–۱ لچه را شکست دهند. از این پیروزی، شانس میلان درخشید و به یکی از تیم‌های خوش فرم در سری آ و در کل اروپا تبدیل شد. این تیم تا پایان فصل بدون شکست ادامه داد، که شامل پیروزی‌های معروف مقابل اس اس لاتزیو و یوونتوس بود. این تیم در این فصل در رده ششم سری آ قرار گرفت و به مرحله مقدماتی لیگ اروپا ۲۱–۲۰۲۰ و مرحله پلی آف راه یافت.

## دهه ۲۰۲۰

### ۲۱–۲۰۲۰ (دوم در سری آ، بازگشت لیگ قهرمانان)
این تیم با ورود به اولین فصل کامل تحت هدایت استفانو پیولی و پس از پایان درخشان خود در فصل پیشین سری آ ۲۰–۲۰۱۹، با انتظارات نسبتاً بالایی وارد فصل جدید شد، به خصوص برای پایان دادن به چهار تیم برتر لیگ و جواز حضور در فصل ۲۲–۲۰۲۱. لیگ قهرمانان اروپا برای فصل بعد. پنجره نقل و انتقالات تابستانی منتهی به فصل شاهد حضور پیر کالولو، سیپریان تاتاروشانو، براهیم دیاز (قرضی از رئال مادرید)، ساندرو تونالی (قرضی از برشا) و دیوگو دالوت (قرضی از منچستریونایتد) بود. بازیکنانی که ترک کردند شامل لوکاس بیگلیا، جاکومو بوناونتورا و لوکاس پاکوتا بودند. این تیم یک پیش فصل تا حد زیادی کوتاهی داشت و اکثر بازی‌های پیش‌فصل در برابر تیم‌هایی از سری بی و سری سی انجام می‌شد و همه بازی‌های پیش‌فصل به جز یک مسابقه در زمین تمرینی تیم در میلانلو برگزار می‌شد (یک بازی که در میلانلو در مقابل مونزا نبود و در سن سیرو).
این تیم فصل جدید را تا حد زیادی با ادامه حرکت خود آغاز کرد و فصل پیش را با آن به پایان رساند و حتی بیشتر بر روی آن کار کرد. میلان در هفته‌ها و ماه‌های ابتدایی فصل شاهد پیروزی‌های متعددی بود، از جمله پیروزی‌های قابل توجهی مانند پیروزی خانگی ۲–۱ مقابل رقیب شهری اینتر در ماه اکتبر، پیروزی ۳–۱ خارج از خانه مقابل ناپولی و پیروزی ۲–۰ خانگی مقابل فیورنتینا. نوامبر و پیروزی خانگی ۳–۲ مقابل لاتزیو در دسامبر. در واقع، این تیم تا شکست خانگی مقابل یوونتوس در ژانویه بدون شکست پیش رفت و تا آن شکست ژانویه رکورد یازده برد و چهار تساوی را داشت. در همین حال، این تیم با دو پیروزی در دور مقدماتی به لیگ اروپای ۲۱–۲۰۲۱ راه یافت، یکی از آنها در برابر تیم نروژی بودو-گلیمت بود که میلان بلافاصله پس از بازی هیگ، ینس پتر هاگ، بازیکن بودو گلیمت را خریداری کرد. روسونری مدیران ارشد تیم را تحت تأثیر قرار داد و در بازی دور پلی آف مقابل ریو آوه، پنالتی را با نتیجه ۹–۸ پیروز شد. این تیم در مرحله گروهی در گروه خود اول شد و در چهار بازی پیروز شد، یک تساوی و یک باخت (شکست خانگی ۳–۰ مقابل لیل بود، که تاریخ را به عنوان بزرگ‌ترین باخت میلان در کل تاریخ رقابت‌های اروپایی اش در تاریخ ثبت کرد. تمام مسابقات اروپایی که در آن شرکت داشته است). میلان در مجموع ۳–۳ ستاره سرخ بلگراد را شکست داد (میلان از طریق قانون گل‌های خارج از خانه پیروز شد) با دو عملکرد متوسط در مرحله یک‌هشتم نهایی که پیش از حذف آنها از رقابت‌ها در مرحله یک‌هشتم نهایی توسط منچستریونایتد جنجال به پا کرد. با نتیجه ۲–۱ در مجموع
پس از اولین شکست خود در سری آ در ژانویه مقابل یوونتوس، فرم این تیم با پیروزی در برابر تیم‌های عمدتاً نیمه انتهایی جدول سری آ با پیروزی در برابر تیم‌هایی مانند تورینو و کروتونه و باخت در برابر تیم‌هایی که میلان برای رسیدن به اروپا با آنها رقابت می‌کرد، دچار رکود شد. نقاط روی جدول مانند آتالانتا و اینتر. این تیم همچنین یک شکست شرم‌آور ۲–۰ خارج از خانه مقابل اسپزیا را شاهد بود اما همچنین یک پیروزی خوب ۲–۱ در خارج از خانه مقابل رم مشاهده کرد. در زمستان راکد و بعداً اوایل بهار، ماریو مانژوکیچ، فیکایو توموری (قرضی از چلسی) و سوالیهو میته (قرضی از تورینو) وارد زمین شدند. متئو موساکیو، لئو دوارته و آندره‌آ کونتی در پنجره نقل و انتقالات زمستانی جدا شدند (دوارته و کونتی قرضی شدند، موساکیو یک انتقال دائمی بود). شانس این تیم در جاک حذفی ایتالیا ۲۱–۲۰۲۰ متوسط بود، با پیروزی ۵–۴ در ضربات پنالتی در مرحله یک شانزدهم مقابل تورینو، اما در مرحله یک چهارم نهایی مقابل رقیب اینتر پس از شکست ۲–۱ حذف شد.
فرم این تیم تا پنج بازی پایانی فصل سری آ راکد ماند، جایی که تیم با پیروزی‌های چشمگیر مقابل بنونتو (۲–۰)، یوونتوس (۳–۰)، آخرین فشار موفقیت‌آمیز را برای راهیابی به لیگ قهرمانان فصل آینده انجام داد. و تورینو (۷–۰). به دنبال تساوی ۰–۰ خانگی مقابل کالیاری در دومین بازی آخر فصل، این تیم فصل را با پیروزی ۲–۰ خارج از خانه مقابل آتالانتا به پایان رساند. پیروزی مقابل آتالانتا با کسب ۷۹ امتیاز در رده دوم سری آ قرار گرفت که بالاترین امتیاز آنها در لیگ از فصل ۱۲–۲۰۱۱ سری آ است که این تیم همچنین در رده دوم قرار گرفت و همچنین جواز حضور در لیگ قهرمانان اروپا ۲۲–۲۰۲۱ را تضمین کرد. که اولین بار آنها در این مسابقات از زمان لیگ قهرمانان اروپا ۱۴–۲۰۱۳ بود.

### ۲۲–۲۰۲۱ (پیروزی عنوان اسکودتو)

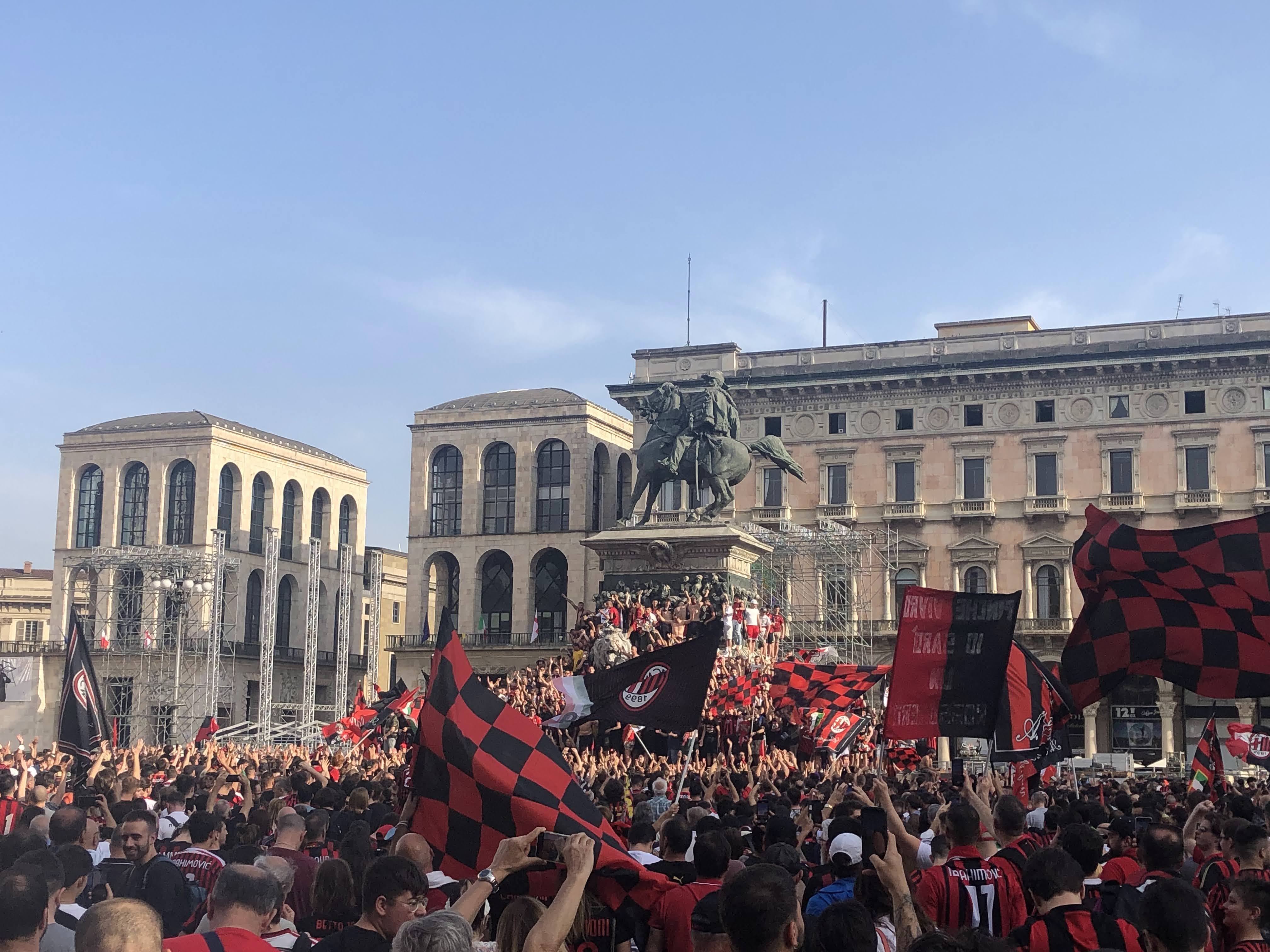
طرفداران روسونری در پیاتزا دل دومو، میلان، برد خود در سری آ ۲۲–۲۰۲۱ را جشن گرفتند.

پس از جدایی کالهانگولو و دوناروما، میلان بازیکنانی مانند ژیرو، مایک ماگنان و مسیاس را به خدمت گرفت. میلان با ۱۰ پیروزی از ۱۱ بازی اول، کمپین را محکم آغاز کرد و توانست در مارس ۲۰۲۲ پس از پیروزی ۱–۰ مقابل ناپولی، جایگاه برتر را از ناپولی ربوده باشد. میلان در ۶ بازی آخر فصل پیروز شد و در ۲۲ مه قهرمان لیگ شد. میلان در اولین اسکودتوی خود از سال ۲۰۱۱، موفق شد ۸۶ امتیاز کسب کند که بهترین امتیاز آنها از فصل ۰۶–۲۰۰۵ است و تنها ۳۱ گل دریافت کرد که کمترین گل در لیگ در کنار ناپولی است.